# Tlaxcala de Xicohténcatl
Tlaxcala de Xicohténcatl Mexikó Tlaxcala államának fővárosa.

## Földrajz

### Fekvése
Az állam középpontjától kissé délre elhelyezkedő város a Vulkáni-kereszthegység egy medencéjében, a tengerszint felett mintegy 2200–2300 méterrel fekszik. Szorosan egybeépült több környező várossal is, melyek korábban Tlaxcala de Xicohténcatl részei voltak. A várostól délkeletre (mintegy 23 km távolságban) emelkedik a Malinche vulkán, délnyugatra pedig (45 km-re) az Iztaccíhuatl. Északi részén folyik el a Zahuapan folyó, a többi kisebb vízfolyás csak időszakos.

### Éghajlat
A város éghajlata meleg, de nem rendkívül forró: az eddig mért legmagasabb hőmérséklet sem érte el a 40 °C-ot, viszont minden hónapban volt már legalább 28 °C-os meleg. A havi átlaghőmérsékletek a januári 12,2 és a májusi 18,5 fok között szóródnak. A nyári hónapok kivételével fagyok is előfordulnak, a legalacsonyabbra, -7,4 °C-ra egy decemberben süllyedt a hőmérséklet. A csapadék mennyisége átlagos, azonban az év során igen egyenetlenül oszlik el: a téli hónapok nagyon szárazak, az átlagban 825 mm-nyi esőnek pedig kb. 3/4 része a júniustól szeptemberig tartó 4 hónapos időszakban hull.
| Hónap                                   | Jan. | Feb. | Már. | Ápr. | Máj. | Jún. | Júl. | Aug. | Szep. | Okt. | Nov. | Dec. | Év   |
| --------------------------------------- | ---- | ---- | ---- | ---- | ---- | ---- | ---- | ---- | ----- | ---- | ---- | ---- | ---- |
| Rekord max. hőmérséklet (°C)            | 28,4 | 30,0 | 35,0 | 34,0 | 39,2 | 34,0 | 30,0 | 30,0 | 29,5  | 36,5 | 29,0 | 30,0 | 39,2 |
| Átlagos max. hőmérséklet (°C)           | 22,0 | 23,5 | 25,9 | 27,0 | 27,5 | 25,3 | 24,4 | 24,5 | 23,8  | 24,1 | 23,4 | 22,3 | 24,5 |
| Átlaghőmérséklet (°C)                   | 12,2 | 13,5 | 15,7 | 17,4 | 18,5 | 18,1 | 17,2 | 17,3 | 17,0  | 16,3 | 14,4 | 12,9 | 15,9 |
| Átlagos min. hőmérséklet (°C)           | 2,5  | 3,4  | 5,4  | 7,8  | 9,5  | 10,8 | 10,0 | 10,1 | 10,2  | 8,4  | 5,5  | 3,5  | 7,3  |
| Rekord min. hőmérséklet (°C)            | −5,0 | −4,0 | −1,9 | 0,0  | 4,0  | 3,0  | 4,2  | 4,5  | −0,5  | −0,3 | −4,0 | −7,4 | −7,4 |
| Átl. csapadékmennyiség (mm)             | 8    | 6    | 11   | 31   | 75   | 164  | 151  | 159  | 132   | 71   | 12   | 6    | 825  |
| Forrás: Servicio Meteorológico Nacional |      |      |      |      |      |      |      |      |       |      |      |      |      |

## Közlekedés
A város három szövetségi főút találkozásánál fekszik: itt indul a 117-es főút a pueblai San Martín Texmelucan de Labastida irányába, a 119-es út Puebla felé és itt halad át a 121-es út is, mely Pueblát Balammal köti össze.

## Népesség
Tlaxcala község népessége folyamatosan növekszik, azonban a 21. század elején a főváros több városrésze önálló településsé alakult, így a szűken vett Tlaxcala de Xicohténcatl népessége hirtelen jelentősen lecsökkent. Ezeket a változásokat szemlélteti az alábbi táblázat:
| Év   | Lakosság |
| ---- | -------- |
| 1990 | 50 486   |
| 1995 | 63 335   |
| 2000 | 73 213   |
| 2005 | 15 777   |
| 2010 | 14 692   |

## Története
A spanyol hódítás előtt a város területén nem jöttek létre települések. A várost a 16. században alapították meg a 4 közeli birtok (Tepeticpac, Ocotelulco, Tizatlán és Quiahuiztlán) lakói, mely birtokok ebben az időben az úgynevezett Tlaxcalai Köztársaságot alkották.
Hernán Cortés 1519-ben lépett Tlaxcala földjére. Szeptember 2-án a tecoantzincói szakadékban ütközött meg először Xicohténcatl hadaival, akik vereséget is szenvedtek. Másnap a síkságon ugyancsak összecsaptak, ismét Cortés győzött, ráadásul a helyi védők dolgát nehezítette Otocelulco és Tepeticpac dezertációja és Maxixcatzin cselszövése. Xicohténcatl úgy gondolta, az ellenség a Napból meríti erejét, ezért megpróbált éjszaka támadni, de hiába: végül kénytelen volt elfogadni a békekötés feltételeit. Ezt a békét szeptember 7-én a Tzompantepec csúcson kötötték meg, és azt tartalmazta, hogy a tlaxkaltékok elismerik V. Károly német-római császár (I. Károly néven spanyol király) uralmát és felveszik a kereszténységet, viszont cserébe Cortés elismerte autonómiájukat, sőt, a később meghódítani tervezett Tenocstitlan vezetésében is részt ígért nekik. Bár később az aztékok is megpróbáltak szövetségre lépni a tlaxkaltékokkal, ők kitartottak spanyol szövetségeseik mellett, akiknek segítségével például az ellenséges Cholulát is kifosztották.
Cortés egy későbbi művében azt írta Tlaxcala városáról (kortársaihoz hasonlóan az egész tlaxkalték birodalmat hol köztársaságnak, hol városnak nevezve), hogy nagyobb és erősebb volt még Granadánál is, nagyobb épületei is voltak, és gazdag volt kukoricában, madárban, vadban és halban.
A birodalom négy részének azonban 1521-ben még nem volt közös fővárosa. Az csak a spanyolok azon szükségletének kielégítésére alakult meg, hogy legyen egy központ, ahonnan irányíthatják, ahonnan összefoghatják a szövetségeseket. A város alapításának éve nem ismert. Annyi bizonyos, hogy egy tavasszal alapították, körülbelül 45 évvel azelőtt, hogy a környék földrajzi leírása készült, így a legvalószínűbb, hogy az alapítás éve 1522.
A város főtere hamarosan vásártérré alakult: heti rendszerességgel, szombatonként tartották meg az Ocotelulcóból ide költöztetett vásárt. Állatok, ruhák, élelmiszerek, fa és nemesfémek mellett igen jelentős volt a bíbortetű kereskedelme (melyből színezőanyagot vontak és vonnak ki a mai napig): forgalma elérte az évi 200 000 realt is. Azonban nem minden év telt bőségben: 1692-ben például a gabonahiány miatt „éhséglázadás” tört ki Manuel de Bustamante y Bustillo kormányzó ellen.
1812-ben a Cádizi Alkotmánynak megfelelően Tlaxalában is választásokat tartottak, az első, spanyolhű választott testület 1813. január 1-jétől kezdve töltötte be hivatását.
A reformháború idején a tlaxcalaiak nem csak helyben, de a környező államokban is harcoltak. A köztársaságiaknak sikerült körülzárniuk az intervencionisták által megszállt fővárosukat, majd 1867. január 1-jén be is vették azt. Ezt követően ideiglenesen Miguel Lira y Ortegát bízták meg a kormányzással és a katonai irányítással, majd a Porfirio Díaz vezette Keleti Hadsereghez csatlakoztak, és hősiesen harcoltak Puebla elfoglalásakor is. 1867. július 5-én a város pompába öltözötten fogadta háborúból hazatérő fiait.
1873-ban Próspero Cahuantzit választották meg a város irányítójává, az elkövetkezendő évek fejlődése az ő nevéhez köthető. Új utcák, hidak, piacok, pavilonok és különféle középületek épültek, a tereket kicsinosították, a közvilágítást fejlesztették, a kormányzati palotát átépítették. 1900-ban bevezették az elektromosságot, 1906-ban pedig a város 2000 pesóért megvásárolta a Xicohténcatl Színházat is. A következő években, amikor Rafael Anzures volt a községi elnök, nagyszabású tervek készültek egy csatorna megépítésre, mely csatorna a Zahuapan folyó vizét volt hivatott elvezetni Apetatitlánból a Río de los Negros folyóba, ezáltal egy vízerőmű építése is lehetővé vált volna. A terv meg is valósult: 1910. szeptember 16-án avatták fel Próspero Cahuantzi jelenlétében, aki akkor az állam kormányzója volt. 1906-ra elkészült a Tlaxcalát Apizaco és Huamantla községeket összekötő telefon- és távíróvonal is. A forradalom idején azonban 1911-ben Cahuantzi kormányzó lemondásra kényszerült.

## Turizmus, látnivalók

### Műemlékek

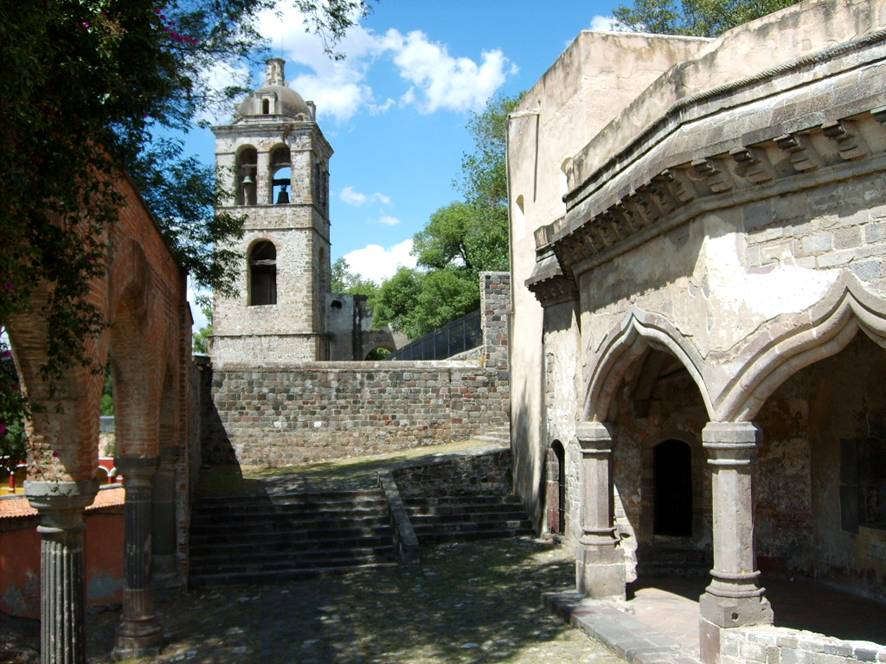
A Szent Ferenc-zárda részlete

A városban számos régi műemlék épület található. Az egykori Szent Ferenc-zárda építése 1537-ben kezdődött, így ez volt az egész amerikai kontinens első négy ilyen jellegű épületének egyike, kazettás mennyezete pedig az Amerikában igen ritka mudéjar stílus egyik kiemelkedő alkotása. A város vallási épületei közül legjelentősebbek a székesegyház, egy 1539-ben épült nyitott kápolna, a Posa-kápolna, a Kis Szent Miklós-kápolna (Capilla de San Nicolasito), a 16. századi tizatláni kápolna, a 20. században épült Szent István-templom, a 18. századi Szent József-parókia és a Santuario de Nuestra Señora de Ocotlán nevű templom. Ettől 400 méternyi távolságra egy gyógyvízforrás található, mely mellé a 17. és 18. század fordulóján egy védőfalat, majd 1892 és 1896 között kis kápolnát építettek, de ezek az alkotások ma már nem állnak, csak egy később épített kápolna, a Capilla del Pocito de Agua Milagrosa („A Csodás Víz Kutacskájának Kápolnája”). A világi műemlékek közül az eredetileg 16. századi (később átalakított) kormányzati palota érdemel figyelmet, különösen belső falfestményei, valamint az Hidalgo-kapu, az önkormányzat épülete, a Xicohténcatl Színház, az 1939-ben építeni kezdett kultúrpalota és a bikaviadalok tere, a Plaza de Toros Jorge „Ranchero” Aguilar.